# مریلین گان
مریلین گان (انگلیسی: Merrilyn Gann؛ زادهٔ ۳ ژانویهٔ ۱۹۶۳) صداپیشه و بازیگر سینما و تلویزیون اهل کانادا است.
از فیلم‌ها یا برنامه‌های تلویزیونی که وی در آن نقش داشته‌است، می‌توان به پرونده‌های ایکس، پروژه آ-کو، باربی و سه تفنگ‌دار، ۲۰۱۲ اشاره کرد.